# Adam Pérelle
Pour les articles homonymes, voir Pérelle.
Adam Pérelle est un dessinateur et graveur français, né à Paris en 1640 et mort dans la même ville en 1695. Il est le fils de Gabriel Pérelle et le frère cadet de Nicolas Pérelle.

## Biographie
Comme son père, auprès de qui il apprend son métier, et son frère, il dessine et grave des vues de paysages et de monuments. Il obtient le titre de graveur du roi et enseigne le dessin et la peinture dans la haute société.
Il a notamment pour élève le duc de Bourbon, petit-fils du Grand Condé.
Il est difficile de distinguer la production du père et du fils. Selon Nicole Garnier-Pelle, le style du fils est un peu plus robuste et dense que celui du père. Mille trois cents paysages gravés sont recensés de la famille Pérelle au total.

## Œuvres

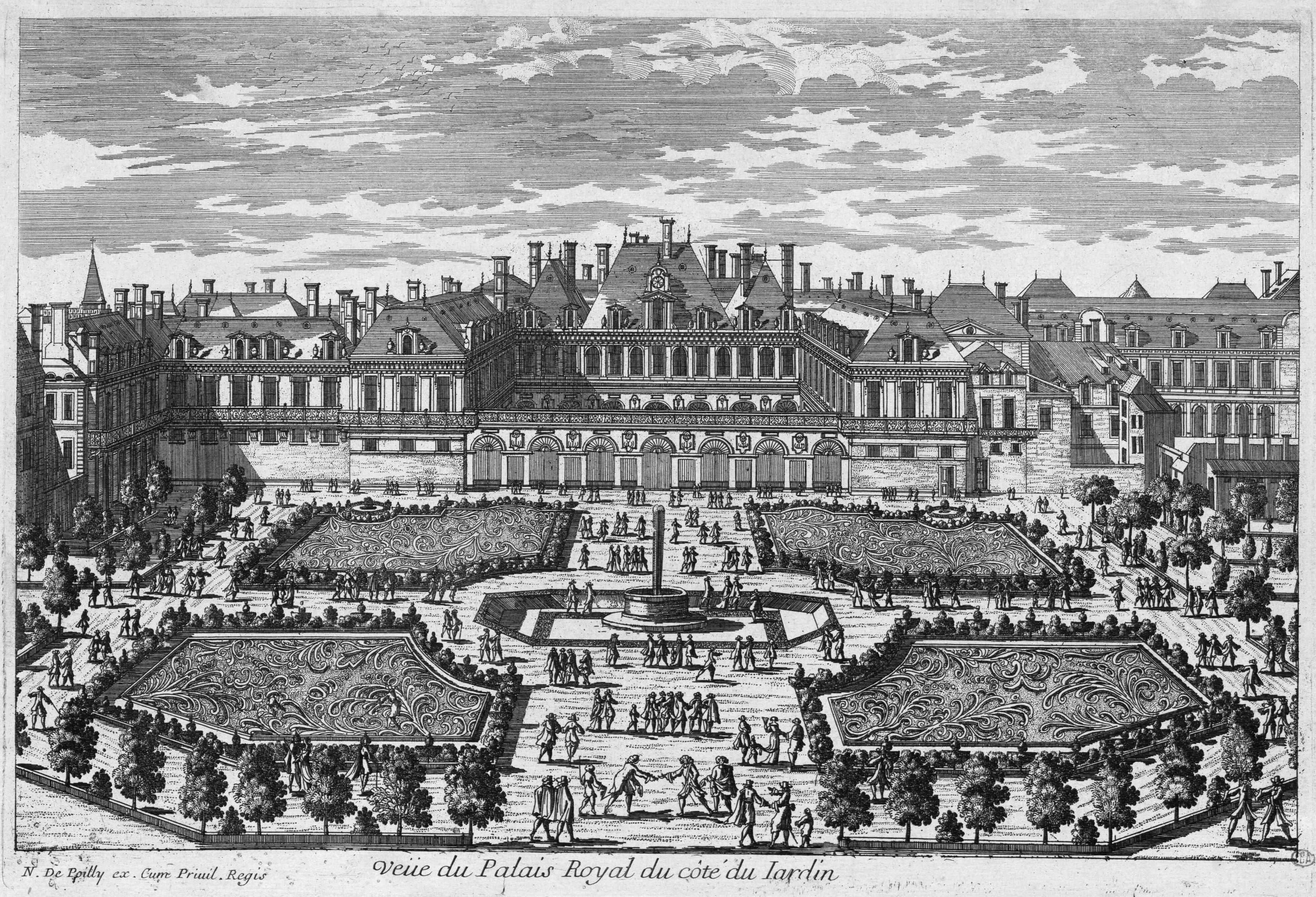
Vue du Palais-Royal par Adam Pérelle, vers 1680.

### Dessins
- Vue en mi-part du château de Saint-Cloud, plume, encre brune. H. 0,177 ; L. 0,149 m[1]. Paris, Beaux-Arts de Paris. Ce dessin est préparatoire à une des planches d'un des plus célèbres recueils d'Adam Pérelle, non daté et édité chez Nicolas Langlois : Veües nouvelles des plus beaux lieux de France et d'Italie. À chacune de ces demeures sont consacrées plusieurs planches. Pour le château de Saint-Cloud, l'artiste réalise six eaux-fortes. Cette feuille montre une vue frontale à la perspective rigoureusement orthogonale représentant une partie, du château du côté où l'on arrive, achevée en 1680[2].

### Recueils
- Leçons de paysage, 3 volumes.
- Veües nouvelles des plus beaux lieux de France et d'Italie, Nicolas Langlois (éditeur).